# Galmi
Galmi ist ein Dorf in der Landgemeinde Doguérawa in Niger.

## Geographie

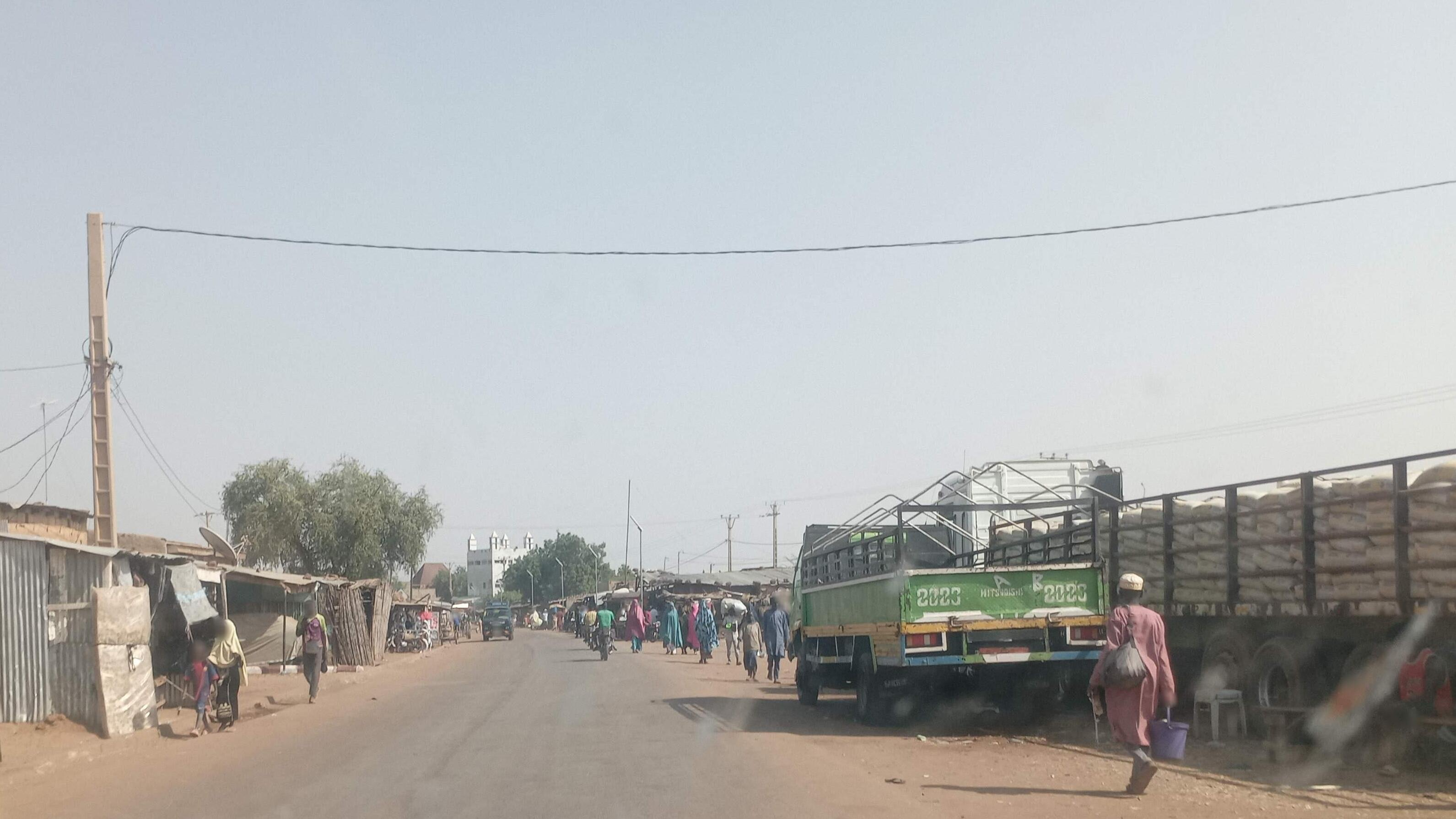
Nationalstraße 1 in Galmi (2025)

Das von einem traditionellen Ortsvorsteher (chef traditionnel) geleitete Dorf liegt auf einer Höhe von 317 m. Es befindet sich rund sieben Kilometer östlich von Doguérawa, dem Hauptort der gleichnamigen Landgemeinde, die zum Departement Malbaza in der Region Tahoua gehört. Zu den größeren Dörfern in der weiteren Umgebung von Galmi zählen das rund 10 Kilometer nördlich gelegene Kawara und das rund 13 Kilometer nordöstlich gelegene Magaria Makéra Bakalé.
Galmi ist Teil der Übergangszone zwischen Sahel und Sudan. Die durchschnittliche jährliche Niederschlagsmenge beträgt hier zwischen 400 und 500 mm.

## Geschichte

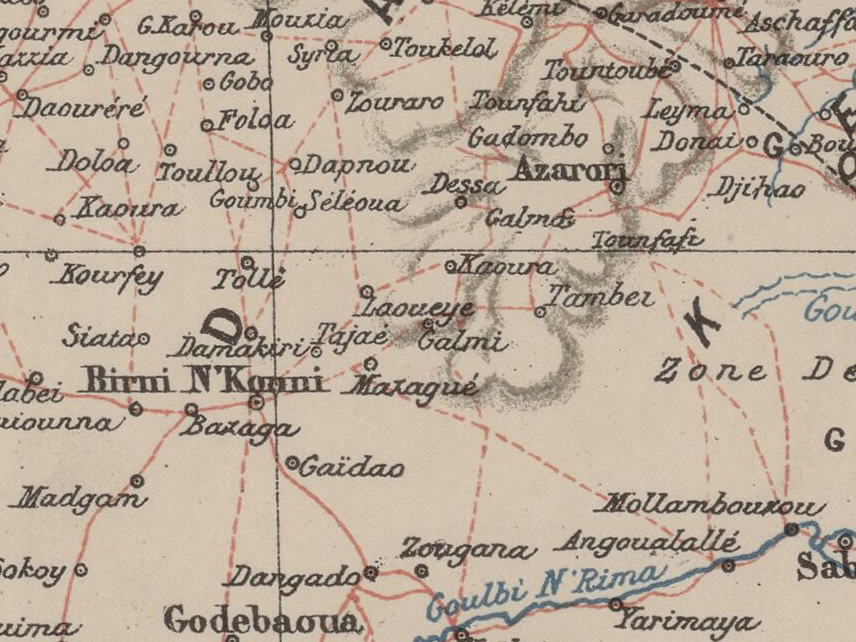
Ausschnitt einer Karte von 1903 mit Galmi im Zentrum

Das Dorf gehörte im letzten Drittel des 19. Jahrhunderts, vor der Ankunft der Kolonialmacht Frankreich, zum Herrschaftsgebiet der Tuareg-Untergruppe Kel Gress.
In den 1920er Jahren galt die durch Galmi führende und 1375 Kilometer lange Piste von Niamey nach N’Guigmi als einer der Hauptverkehrswege in der damaligen französischen Kolonie Niger. Sie war in der Trockenzeit bis Guidimouni und wieder ab Maïné-Soroa von Automobilen befahrbar. Das französische Übersee-Forschungsinstitut Office de la Recherche Scientifique et Technique Outre-Mer (ORSTOM) betrieb in Galmi eine geomagnetische Station, die zu einem Netzwerk von mehreren hundert ORSTOM-Stationen in Westafrika gehörte, an denen in den 1950er Jahren geomagnetische Messungen vorgenommen wurden.
Bei einer Untersuchung im Jahr 1990 wurde beim Befall mit der Saugwürmer-Art Schistosoma haematobium unter den 14- bis 15-Jährigen im Ort eine Prävalenz von 21,6 Prozent festgestellt.

## Bevölkerung
Bei der Volkszählung 2012 hatte Galmi 13.888 Einwohner, die in 2493 Haushalten lebten. Bei der Volkszählung 2001 betrug die Einwohnerzahl 11.331 in 1910 Haushalten und bei der Volkszählung 1988 belief sich die Einwohnerzahl auf 8241 in 1257 Haushalten.

## Wirtschaft und Infrastruktur
Galmi ist Teil der agrarökologischen Zone Ader Doutchi Maggia. Das Dorf ist der Namensgeber der Zwiebel-Kultivare Blanc de Galmi („Weißer aus Galmi“) und Violet de Galmi („Violetter aus Galmi“), die neben dem Blanc de Soumarana („Weißer aus Soumarana“) zu den bekanntesten Sorten aus Niger zählen. Der grenzüberschreitende Handel mit Zwiebeln spielt eine große Rolle im Wirtschaftsleben von Galmi. Im Dorf wird ein Wochenmarkt abgehalten. Der Markttag ist Mittwoch. In der Siedlung wird außerdem Saatgut für Augenbohnen und Sorghum produziert. Es wird eine Niederschlagsmessstation betrieben.

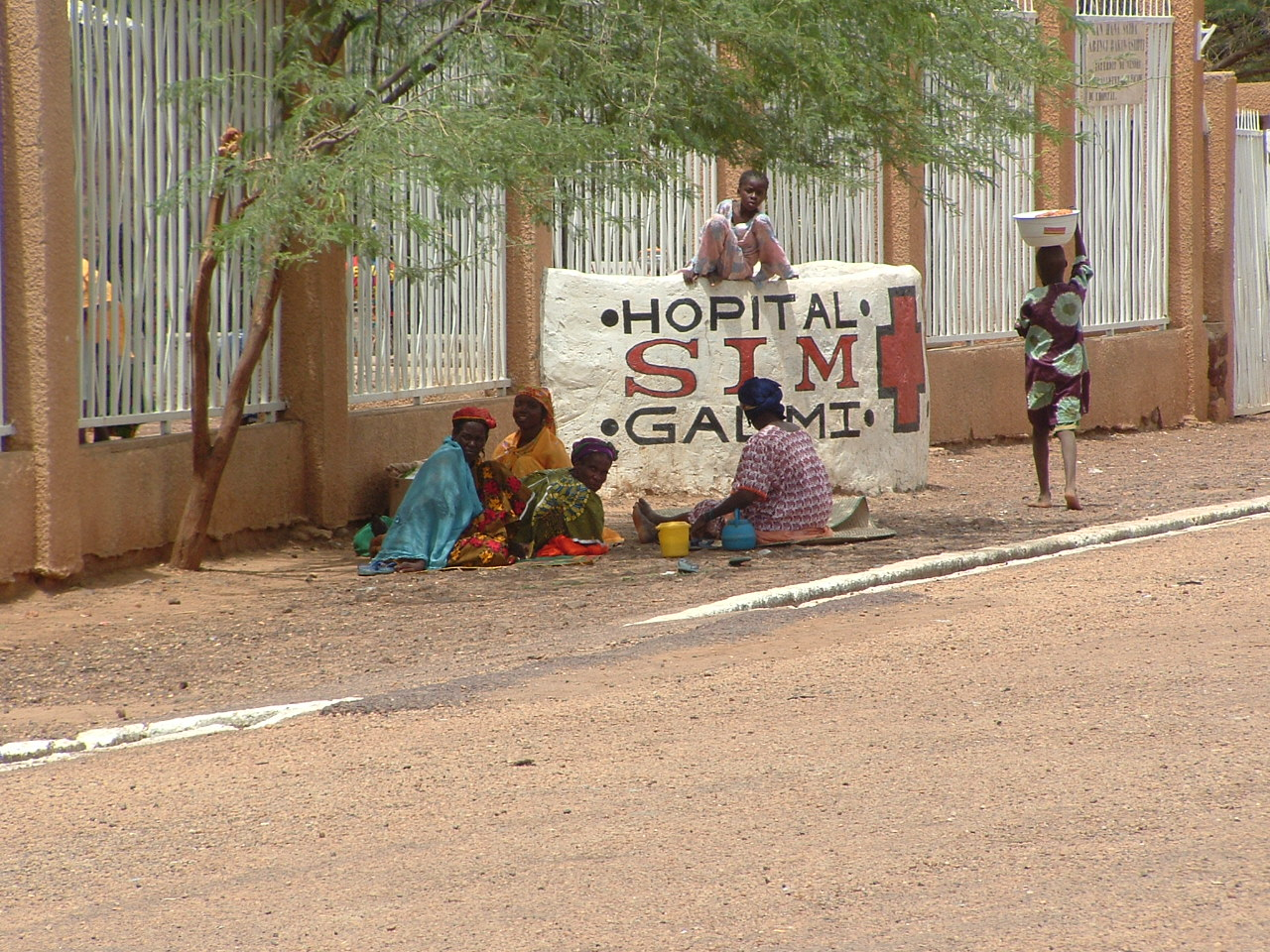
SIM Galmi Hospital (2003)

Die christliche Missionsorganisation Serving In Mission (SIM) verhandelte ab Mitte der 1930er Jahre mit der damaligen französischen Kolonialverwaltung, ein Krankenhaus errichten zu dürfen. Ihr Galmi Hospital, eine weitläufige Anlage am Ortsrand, wurde schließlich 1950 gegründet. Das Krankenhaus wurde in den darauffolgenden Jahrzehnten immer wieder erweitert. Das SIM-Missionsprogramm war weniger erfolgreich. Im Jahr 2014 wurde mit einem Centre de Santé Intégré (CSI) ein staatliches Gesundheitszentrum in Galmi eröffnet. Es war 2016 für die Gesundheitsversorgung von über 54.000 Menschen in 28 Dörfern und Weilern zuständig und wurde für jährlich knapp 13.000 ärztliche Konsultationen herangezogen. Im Jahr 2012 wurden hier 183 Cholera-Fälle behandelt, wobei sechs Patienten an der Krankheit starben.
Der CEG Galmi ist eine Schule der Sekundarstufe des Typs Collège d’Enseignement Général.

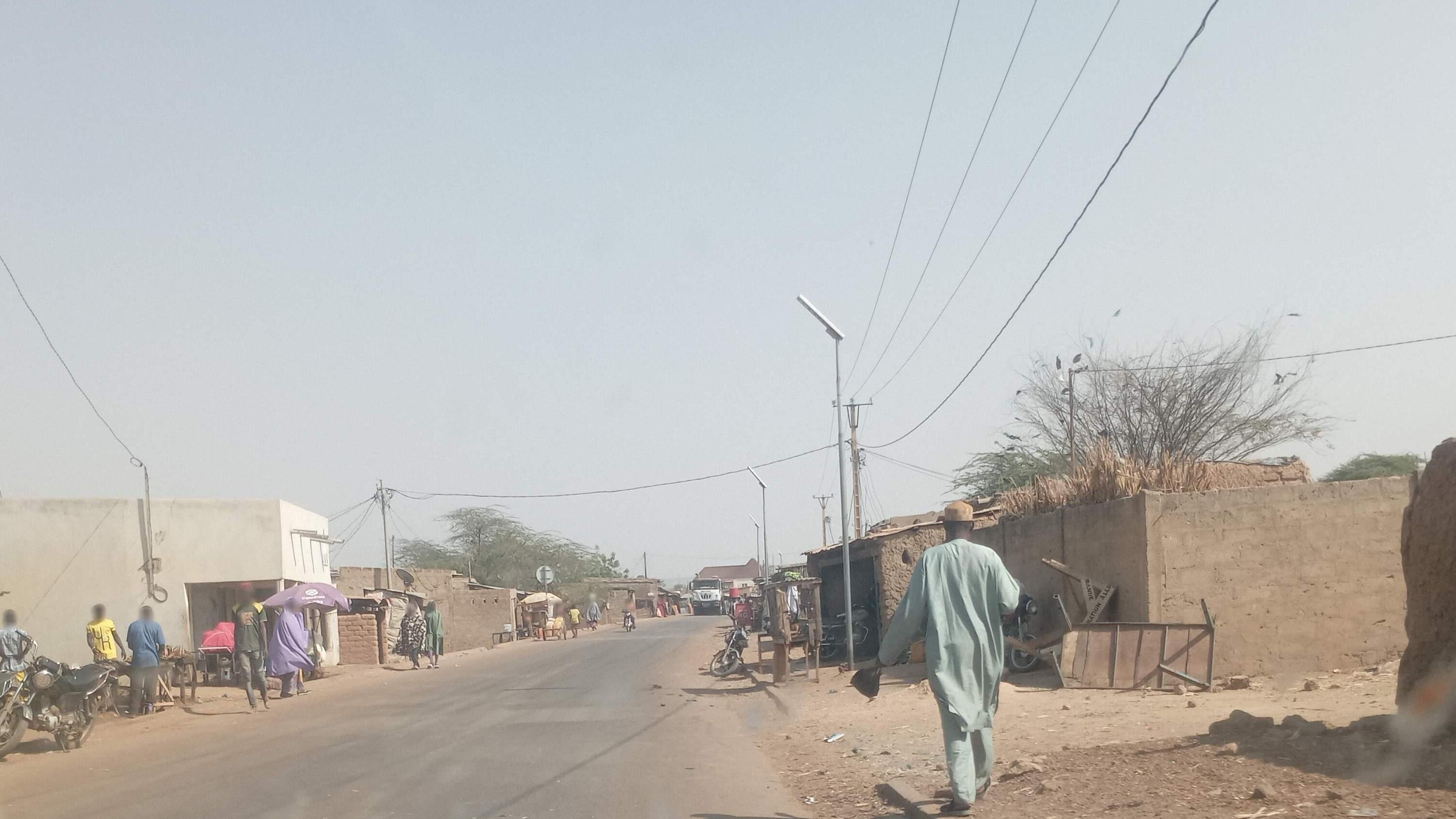
Nationalstraße 1 in Galmi (2025)

Durch Galmi führt in West-Ost-Richtung die asphaltierte Nationalstraße 1, die ganz Niger zwischen Mali und Tschad quert. In Nord-Süd-Richtung verläuft die 91,37 Kilometer lange Route 539 zwischen Tama und Guidan Albakari durch den Ort. Es handelt sich um eine weitgehend dem natürlichen Gelände angepasste Landstraße. Ihr Beiname ist „Zwiebelstraße“ (Route de l’oignon).

## Persönlichkeiten
Galmi ist der Geburtsort des Filmregisseurs Sani Magori (* 1971), der einen preisgekrönten Dokumentarfilm über den Zwiebelanbau in seinem Heimatdorf drehte.